# Perdoa-me por me traíres
Perdoa-me por me traíres es una obra de teatro escrita por Nelson Rodrigues en 1957.

## Sinopsis
La obra cuenta la historia de Glorinha, una adolescente huérfana. Reprimida por los tíos con los que vive, busca ayuda de la proxeneta Madame Luba. El tío Raul, al descubrir que Gloria se prostituye, decide revelarle secretos sobre su origen.
El propio autor participó en el primer montaje en el papel de Raul compartiendo escena con Abdias do Nascimento y bajo la dirección de Gláucio Gill.
El texto fue llevado al cine en 1980, dirigido por Braz Chediak.